# Meteugoa obliquiata
Meteugoa obliquiata är en fjärilsart som beskrevs av George Francis Hampson 1900. Meteugoa obliquiata ingår i släktet Meteugoa och familjen björnspinnare. Inga underarter finns listade i Catalogue of Life.